# Болошахр (Шахритусский район)
Болошахр (тадж. Болошаҳр; до 2024 года — им. Ёкуба Каримова) — село в Хатлонской области Республики Таджикистан. 
Входит в состав джамоата (сельской общины) им. Худойназара Холматова Шахритусского района.
Находится на расстоянии 13 км от райцентра (пгт. Шахритус) и 13 км от центра джамоата (село Кахрамон).
Прежнее название — колхоз имени Карла Маркса.
Население — 4039 чел. (2017).